# Cetenov
Cetenov (deutsch Zetten) ist eine Gemeinde in Tschechien. Sie liegt sechs Kilometer westlich von Český Dub und gehört zum Okres Liberec.

## Geographie
Cetenov befindet sich südlich des Jeschkengebirges in der Ralská pahorkatina (Rollberg-Hügelland) zwischen dem Tal der Zábrdka und der Quellmulde des Lesnovský potok, der im Ortsteil Hrubý Lesnov entspringt. Nordöstlich erhebt sich die Jelínka (Jellinkaberg, 504 m).
Nachbarorte sind Dehtáry und Dolánky im Norden, Hrubý Lesnov im Nordosten, Všelibice im Osten, Lesnovek im Südosten, Vystrkov und Vápno im Süden, Končiny im Südwesten sowie Na Pince, Těšnov und Náhlov im Nordwesten. Westlich der Gemeinde befinden sich rechtsseitig der Zábrdka die Wüstungen der durch den Truppenübungsplatz Ralsko erloschenen Dörfer Křída, Palohlavy, Novina und Medný.

## Geschichte
Die erste schriftliche Erwähnung von Zetten findet sich in den 1536 von Johann von Wartenberg eingeführten Burgrechtsregistern der Stadt Aicha. Über Zetten, Vystrkov und Hrubý Lesnov führte die bedeutsame Handelsstraße von Prag nach Zittau. Das Dorf lag an der deutsch-tschechischen Sprachgrenze.
Nach der Aufhebung der Patrimonialherrschaften bildete Cetňov / Zetten ab 1850 mit den Ortsteilen Dehtáry, Dolánky und Těšnov eine Gemeinde im politischen Bezirk Böhmisch Leipa. Im Jahre 1900 lebten in den elf Häusern des Dorfes Zetten 65 Menschen. 1930 hatte die Gemeinde 254 Einwohner, die größtenteils der tschechischen Volksgruppe angehörten. 
Nach dem Münchner Abkommen wurde die Gemeinde 1938 dem Deutschen Reich zugeschlagen. Sie gehörte bis zum 1. Mai 1939 zum Landkreis Böhmisch Leipa und wurde dann in den Landkreis Reichenberg umgegliedert. Im Jahre 1939 hatte die Gemeinde Zetten 202 Einwohner. 
Nach dem Ende des Zweiten Weltkrieges kam Cetenov zur Tschechoslowakei zurück und wurde 1946 dem Okres Turnov zugeordnet. Zu dieser Zeit entstand westlich der Gemeinde der Truppenübungsplatz Ralsko, weshalb alle Dörfer rechtsseitig der Zábrdka mit Ausnahme von Těšnov geräumt und abgerissen wurden. Mit Beginn des Jahres 1961 erfolgte die Auflösung des Okres Turnov und Cetenov wurde dem Okres Liberec zugeordnet. 1980 erfolgte die Eingemeindung nach Všelibice. Seit 1990 besteht die Gemeinde wieder, zugleich kamen Hrubý Lesnov und Vystrkov als Ortsteile hinzu. Durch die abgelegene Lage fernab aller Hauptstraßen und Eisenbahnverbindungen verlor die Gemeinde im 20. Jahrhundert viele Einwohner.

## Gemeindegliederung
Die Gemeinde Cetenov besteht aus den Ortsteilen Cetenov (Zetten), Dehtáry (Dechtar), Dolánky (Dolanken), Hrubý Lesnov (Großlessel, früher Groß Lesnow), Těšnov (Teschen) und Vystrkov (Wysterkow). Grundsiedlungseinheiten sind Cetenov, Dehtáry, Hrubý Lesnov und Těšnov. Zu Cetenov gehört außerdem die Ansiedlung Na Pince.
Das Gemeindegebiet gliedert sich in die Katastralbezirke Cetenov und Hrubý Lesnov.

## Sehenswürdigkeiten
- Felsenburg Stohánek, sieben Kilometer nordwestlich des Dorfes
- Reste der Burg Křída (Krutzenburg), südwestlich des Dorfes über dem Tal der Zábrdka
- Kapelle des hl. Linhart
- gusseisernes Kruzifix
- Statue des hl. Johann von Nepomuk
- gezimmerte Chaluppen in Hrubý Lesnov
- Kapelle in Hrubý Lesnov
- Mariensäule in Vystrkov